# Franz Elbern

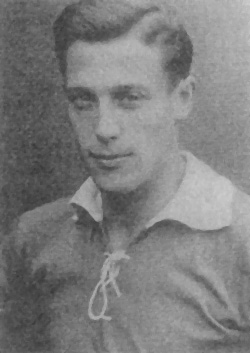
Franz Elbern in einer
Aufnahme aus der Saison 1937/38

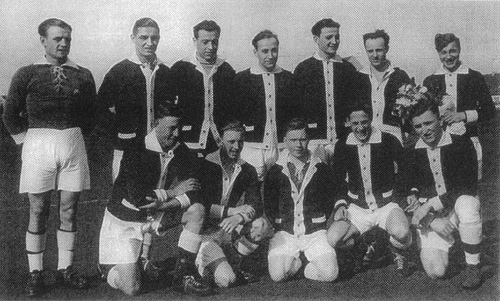
Die Mannschaft des SV Beuel 06 in
einer Aufnahme aus der Saison 1934/35 (F. Elbern, vorne, 2. v.r.)

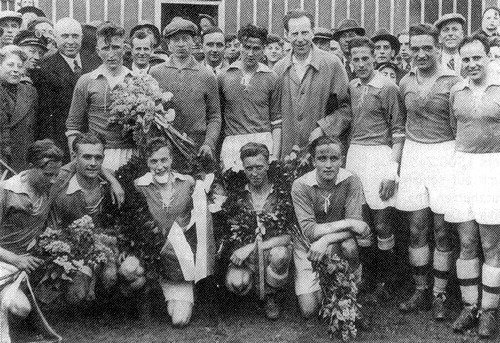
Meister der Bezirksklasse und Aufsteiger in die Gauliga 1936
(F. Elbern, stehend, 3. v.r.)

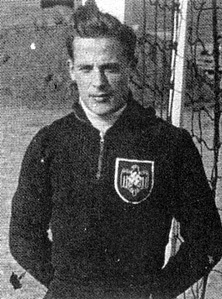
Elbern (im August 1935)
im Dress der Nationalmannschaft

Franz Elbern (* 1. November 1910 in Lüttich, Belgien; † 23. Februar 2002 in Küdinghoven, heute Bonn-Beuel) war ein deutscher Fußballspieler des SV Beuel 06, der in den Jahren 1935 bis 1937 acht Mal in die A-Nationalmannschaft berufen wurde und dabei zwei Tore erzielte.

## Karriere

### Beginn beim SV Beuel 06
Im Herbst 1918 kam Mutter Elbern mit ihren Kindern Karl, Helene, Josef, Franz, Marcel und Hubert auf einem Güterzug aus Lüttich nach Beuel, wo sie eine Unterkunft fanden. Vater Karl Elbern, der in Lüttich als Dolmetscher in der deutschen Zivilverwaltung tätig war, folgte seiner Familie später nach. Die Buben spielten alle in den Jugendmannschaften des am 15. März 1924 durch Fusion der Fußballvereine 06 und Alemannia 1919 entstandenen Sportvereins Beuel 06. Bereits in der Jugend reihte sich Erfolg an Erfolg. Die „Elbern-Elf“ machte von sich reden. Franz, der drittälteste Bruder, fiel durch seine Schnelligkeit und seinen Trickreichtum auf. Bei den Senioren setzte sich die positive Entwicklung fort. Mit den „Grün-Weißen“ gelang der Aufstieg aus der Bezirksklasse in die Gauliga Mittelrhein jedoch erst zur Saison 1936/37.
Dreimal scheiterte man in den Runden zuvor knapp am Aufstieg, davon zweimal als Meister. Die vier Elbern-Brüder, Franz, Marcel, Hubert und Joe, waren im Angriff für die Tore zuständig. Die Klasse von Franz, Marcel und Joe Elbern fand auch ihren Ausdruck durch ihre Berufung in die Mittelrhein-Auswahl im Rahmen des Bundespokal-Wettbewerbes 1934/35. Mittelrhein-Trainer Sepp Herberger setzte die drei Brüder am 6. Januar 1935 in Köln beim Spiel gegen die Auswahlmannschaft
Nordmark ein. Als viertem Spieler des SV Beuel 06 vertraute Herberger in der Läuferreihe auf Leo Klein. Bei der 2:3-Niederlage nach Verlängerung erzielte Franz als Rechtsaußen ein Tor für die Auswahlmannschaft Mittelrhein. Vor dem Gauliga-Einstand wurde an der Neustraße das neue Stadion mit einem Spiel gegen den Deutschen Meister des Jahres 1935, den FC Schalke 04, ausgetragen. Für Beuel stürmten die Brüder Franz, Marcel, Hubert und Joe Elbern. "Jupp" Gauchel von TuS Neuendorf verstärkte den Angriff des Aufsteigers beim 2:2-Unentschieden. Im Debütjahr 1936/37 schloss der SV Beuel 06 als Fünftplatzierter ab. Die Konkurrenten waren die Kölner Vereine VfR 04, CfR, Sülz 07, SC 99, Würselen, Mülheim sowie TuS Neuendorf, Andernach und die Bonner Vereine FV und TuRa.

### Auswahl-/Nationalmannschaft
Franz Elbern, der Sprinter auf dem rechten Flügel, wurde bereits am 24. Juni 1934 von Trainer Sepp Herberger in die Mittelrhein-Auswahl berufen. Das zweite Spiel um den Kampfspiel-Pokal fand am 8. Juli 1934 statt. Dem wendigen, technisch herausragenden Außenstürmer gelang jeweils ein Treffer. Der dritte Auftritt Franz Elberns folgte am 6. Januar 1935 im Rahmen des Bundes-Pokal-Wettbewerbes 1934/35. Im Spiel gegen Nordmark zeichnete sich das Talent aus Beuel mit einem Tor aus. Wegen seiner Leistungen im Verein, seinem Auftreten in der Mittelrhein-Auswahl und der Empfehlung von Trainer Herberger wurde Franz Elbern von Reichstrainer Otto Nerz in der ersten Augusthälfte 1935 zu einem zweiwöchigen Nationalmannschaftslehrgang nach Duisburg-Wedau eingeladen. Am 18. August fanden zwei Länderspiele statt. In München traf die Elf der Etablierten unter der Leitung von Otto Nerz auf die Nationalmannschaft Finnlands. Deutschland gewann das Spiel mit 6:0 Toren. Sepp Herberger betreute in Luxemburg das „zweite Aufgebot“ mit neun Debütanten, davon vier – mit Elbern, Gellesch, Fricke, Urban und Günther – als kompletter Sturm; Routinier Willy Busch führte die Mannschaft als Spielführer an.
Im Frühjahr des Aufstiegjahres 1936 in die Gauliga bekam der Flügelstürmer aus Beuel die zweite Chance in der Nationalmannschaft. Dies traf auch bei den zwei Schalkern Gellesch und Urban zu. Alle drei kamen am 15. März 1936 in Budapest bei der 2:3-Niederlage gegen Ungarn zu ihrem zweiten Länderspieleinsatz. Anfang Mai fand dann der erste Lehrgang für die Olympiade 1936 in Berlin statt. Beim Testspiel am 21. Mai in Stuttgart gegen den FC Everton stürmte Franz Elbern auf Rechtsaußen. Beim 4:2-Erfolg zeichneten sich die gefährlichen deutschen Flügelstürmer Elbern und Seppel Fath jeweils als zweifache Torschützen aus. Nach einem dreiwöchigen Lehrgang im Juli wurde Franz Elbern in das 22er-Aufgebot für Olympia berufen. Mannschaftskollegen, sowie Konkurrenten im Sturm, waren Lehner, Lenz, Hohmann, Gellesch, Gauchel, Urban, Siffling, Simetsreiter und Eckert. Das erste Spiel im Olympiaturnier bestritt Deutschland am 4. August 1936 in Berlin gegen Luxemburg. Elbern stürmte auf Rechtsaußen. Das einseitige Spiel wurde von der Mannschaft von Trainer Nerz mit 9:0 Toren gewonnen. Elbern steuerte einen Treffer bei. Drei Tage später, bei der 0:2-Niederlage gegen die Nationalmannschaft Norwegens, die das Aus bedeutete, pausierte Franz Elbern. Ernst Lehner absolvierte an diesem Tag sein 25. Länderspiel. Beim ersten Auftritt der Nationalmannschaft nach der Olympiade 1936 stand wieder der Mann von Beuel auf dem rechten Flügel. Am 13. September 1936 spielte Deutschland in Warschau gegen die Nationalmannschaft Polens 1:1 unentschieden. Am 27. September stand wieder ein Doppelspieltag auf dem Programm. Die A-Elf, betreut von Otto Nerz, gewann mit 2:1 Toren in Prag gegen den Vizeweltmeister aus der Tschechoslowakei. Franz Elbern gelang in der 59. Minute der 1:1-Ausgleichstreffer gegen einen der weltbesten Torhüter, namentlich František Plánička. Im Sturm spielten für Deutschland Elbern, Gellesch, August Lenz, Otto Siffling und Stanislaus Kobierski. Sepp Herberger betreute die B-Mannschaft in Krefeld beim 7:2-Erfolg gegen die Nationalmannschaft Luxemburgs. Vierzehn Tage später, am 14. Oktober 1936, stürmte Elbern in seinem sechsten Länderspiel für Deutschland in Glasgow gegen die Nationalmannschaft Schottlands wieder auf dem rechten Flügel. Ernst Lehner, Karl Hohmann und „Tau“ Kobierski saßen auf der Ersatzbank. Trotz der 0:2-Niederlage überzeugte die deutsche Mannschaft insbesondere spielerisch. Vier Wochen darauf, am 15. November, sah sich die deutsche Mannschaft in Berlin mit dem amtierenden Weltmeister und Olympiasieger aus Italien einer großen Herausforderung gegenüber. Auch bei dieser schweren Aufgabe fand Franz Elbern das Vertrauen des Reichstrainers. Mit denselben elf Spielern wie zuvor in Glasgow, erreichte das Team um Spielführer Fritz Szepan vor 100.000 Zuschauern ein 2:2-Unentschieden.
Im Mai 1937 fand ein Lehrgang der Nationalmannschaft statt. Dieser beinhaltete Spiele gegen Manchester City. Am 6. Mai spielte Elbern in Duisburg in einer Deutschland-Auswahl auf Rechtsaußen beim 0:0 gegen die Profis von der Insel. Am 16. Mai fand das denkwürdige Spiel gegen die Nationalmannschaft Dänemarks in Breslau statt. Der 8:0-Erfolg begründete die Geburtsstunde der Breslau-Elf. An diesem Tag stürmte auf dem rechten Flügel Ernst Lehner, Elbern war Ersatzspieler. Drei Tage später, am 19. Mai, war Franz Elbern wieder in einer Deutschland-Auswahl in Berlin gegen Manchester City im Einsatz. Am 25. Juni 1937 absolvierte er in Riga sein achtes Länderspiel gegen die Nationalmannschaft Lettlands. Im August desselben Jahres stand er nochmals in einer Deutschland-Auswahl. Am 5. September 1937 machte ein Schienbeinbruch im Gauligaspiel mit Beuel beim VfL Köln 1899 jegliche Hoffnungen auf weitere Länderspiele Franz Elberns zunichte. Erst am 2. Oktober 1938 konnte er wieder für den SV Beuel 06 in der Gauliga ein Punktespiel bestreiten. Damit war Franz Elbern die Teilnahme an der Weltmeisterschaft 1938 in Frankreich verbaut.

### Abschluss beim SV Beuel 06

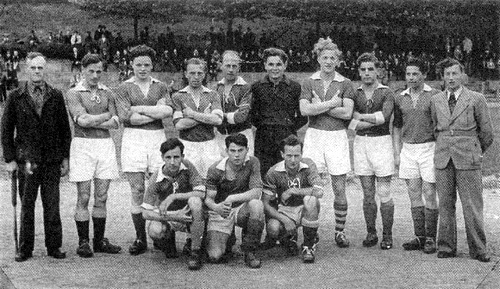
Das Team des SV Beuel 06 in einer Aufnahme aus der Saison 1945/46
(F. Elbern, stehend, 2. v.r.)

Am größten Triumph seines Vereines SV Beuel 06, dem Gauligameisterschaftsgewinn im Mittelrhein in der Runde 1937/38, war Franz Elbern, durch die Folgen seines Schienbeinbruches nur in den ersten Spielen der Herbstserie aktiv beteiligt. Die Grün-Weißen spielten bis zur Saison 1940/41 in der Gauliga. Franz Elbern leistete seinen Militärdienst in Pommern ab. Deshalb spielte er in der Saison 1940/41 beim SV Germania Stolp im Abschnitt Ost der in zwei Abschnitte aufgeteilten Gauliga Pommern. Nur als Urlauber konnte er seinen Stammverein unterstützen. Das reichte nicht aus; Beuel stieg nach fünf Jahren aus der Gauliga Mittelrhein ab. Nach dem Ende des Zweiten Weltkriegs blieb der Ex-Nationalspieler seinem Verein weiterhin als Aktiver treu. Zwar wurde der Alt-Internationale Weihnachten 1950 beim Gastspiel vom First Vienna FC zum ersten Mal vom Beueler Publikum verabschiedet. Sein letztes Meisterschaftsspiel für den SV Beuel 06 bestritt er tatsächlich aber erst mit 45 Jahren am 3. April 1955 im Verbandsspiel gegen BW Godesberg.

## Besonderheit

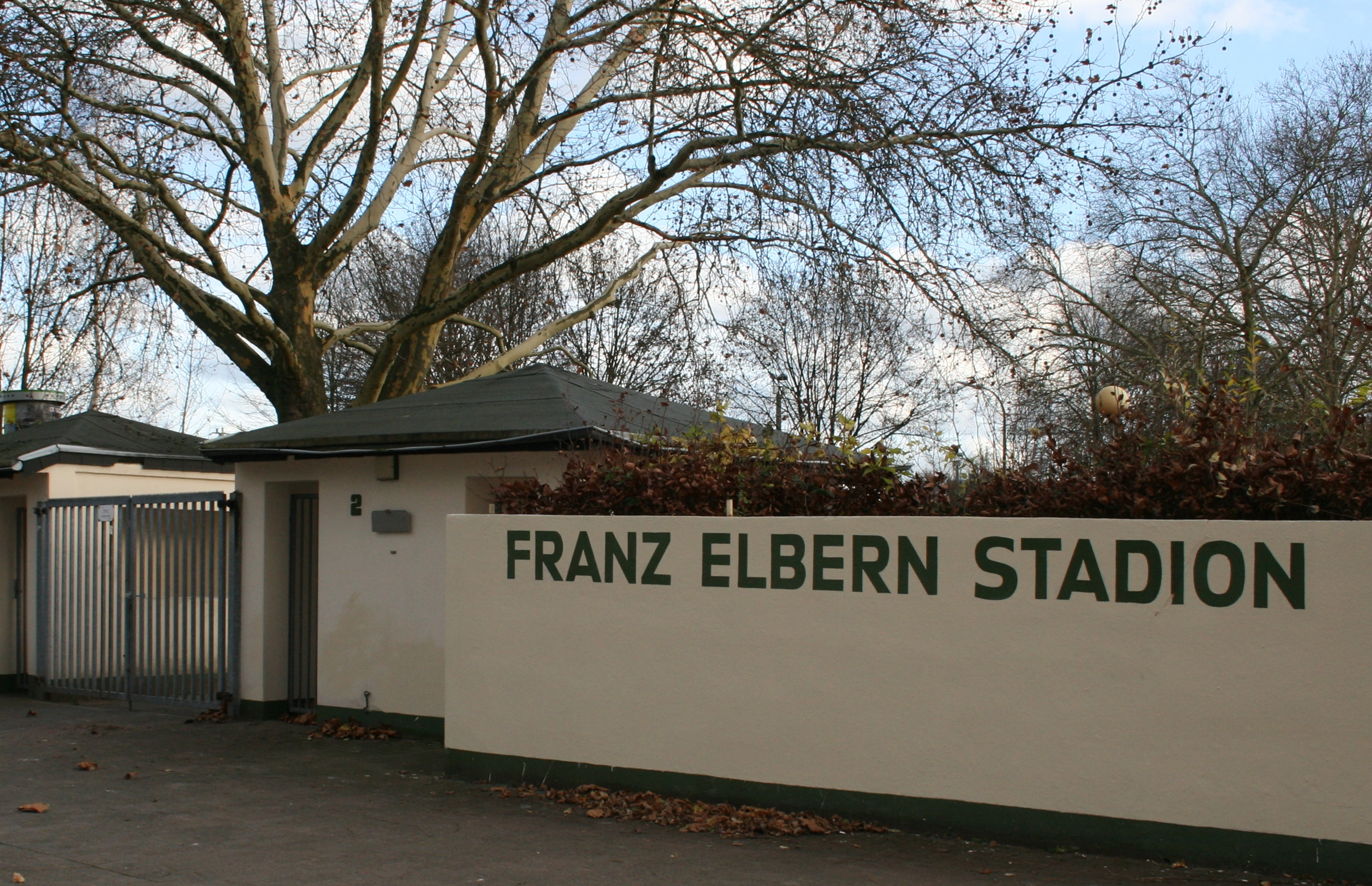
Eingang zum Franz-Elbern-Stadion
in einer Aufnahme aus dem Jahr 2009.

Am 13. November 1960 – zwölf Tage nach dem 50. Geburtstag von Franz Elbern – trat zu Ehren des Jubilars eine Beueler Auswahl gegen eine Mannschaft von elf Spielern der „Elbern-Familie“ an. Auch das Fernsehen des WDR ließ sich diese sportliche Rarität nicht entgehen. Die „Elberns“ gewannen mit 4:1 Toren; Franz verwandelte dabei einen Elfmeter.

## Ehrung
Nach dem Tod des 91-jährigen Ehrenpräsidenten am 23. Februar 2002 wohnte eine große Trauergemeinde der Beisetzung auf dem Küdinghovener Bergfriedhof bei. Ihm zu Ehren wurde das Beueler Stadion in „Franz-Elbern-Stadion“ umbenannt. Außerdem findet seit 2003 das nach ihm benannte Jugendturnier "Franz-Elbern-Turnier" der JSG Beuel in "seinem" Stadion statt.